# Emma Börmans
Pour les articles homonymes, voir Boermans.
Emma Börmans est une joueuse de hockey sur gazon allemande évoluant au poste d'attaquante au Mannheimer HC et avec l'équipe nationale allemande.

## Biographie
Emma est née le 25 avril 1999 en Allemagne.

## Carrière
Elle a été appelée en équipe nationale première en 2019 pour concourir à la Ligue professionnelle 2019.

## Palmarès
- : 3e à l'Euro U21 2019.